# 29950 Uppili
29950 Uppili è un asteroide della fascia principale. Scoperto nel 1999, presenta un'orbita caratterizzata da un semiasse maggiore pari a 2,4452119 UA e da un'eccentricità di 0,1574035, inclinata di 3,51781° rispetto all'eclittica.